# Ifrika mnyama
Ifrika mnyama (лат.) — вид ос-бетилид рода Ifrika из надсемейства Chrysidoidea (Bethylidae, Hymenoptera). Встречается в Африке. Видовой эпитет «mnyama» в переводе с суахили означает «животное».

## Распространение
Афротропика: Центральноафриканская Республика (префектура Санга-Мбаэре, Dzanga-Ndoki National Park).

## Описание
Осы-бетилиды мелкого размера (длина тела около 3 мм, передние крылья 3 мм). Этот вид отличается от других представителей рода тем, что заднее крыло имеет три дистальных гамуля, гениталии с медианным выступом эдеагуса очень тонким при боковом виде, базальный придаточный отросток субтреугольный, медиодорсальная складка нитевидная и базальная покровная пластинка ланцетная, со всеми прямыми краями. Мандибула с четырьмя зубцами, один крайний вентральный заострен и более крупный, в остальном округлый и короткий, постепенно увеличивающийся в длину вентрально. Наличник с острой срединной долей; срединный киль полный, несколько низкий и прямой при виде сбоку. Антенна с густым прямым опушением, длиной около половины диаметра жгутика, с несколькими выдающимися прямыми волосками на первых пяти члениках жгутика. Предположительно паразитоиды.

## Таксономия
Вид был впервые описан в 2023 году бразильскими энтомологами Wesley Dondoni Colombo и Celso Oliveira Azevedo (Федеральный университет Эспириту-Санту, Departamento de Biologia, Av. Marechal Campos, Витория, Эспириту-Санту, Бразилия) по типовым материалам из ЦАР, Африка. Включён в состав рода Ifrika из подсемейства Pristocerinae